# Obec křesťanů

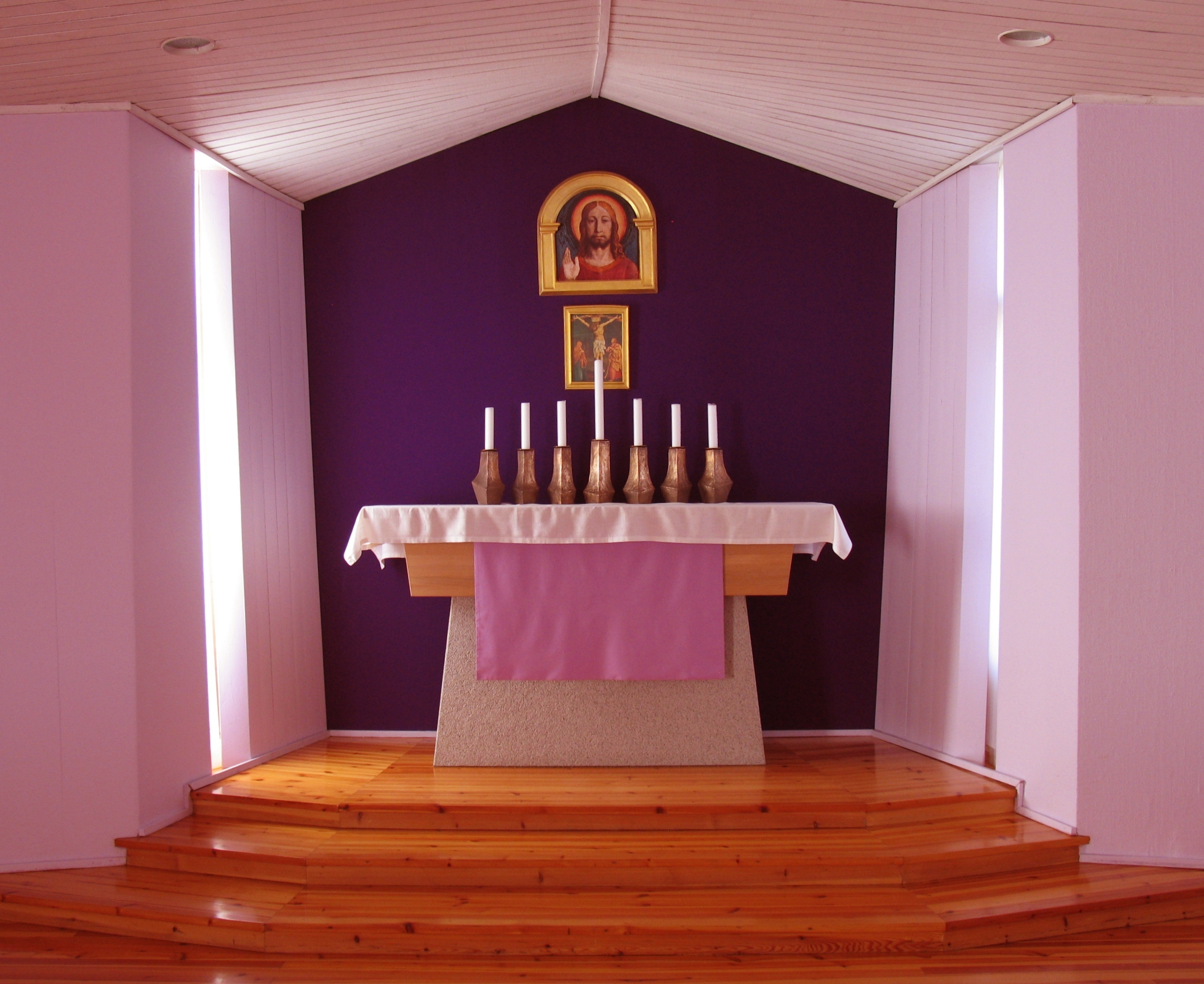
Oltář Obce křesťanů v Helsinkách

Obec křesťanů (též Hnutí za náboženskou obnovu) je malá náboženská společnost, vyznačující se poměrně velkým důrazem na liturgický život, na druhou stranu ovšem rovněž názorovou otevřeností. Byla založena roku 1922, v českých zemích působí od roku 1925. V roce 2021 měla cca čtyři sta sborů v celkem 35 státech. V České republice se k ní podle sčítání lidu roku 2011 přihlásilo 884 osob.

## Vznik a rozšíření
Obec křesťanů byla založena na podzim roku 1922 ve Švýcarsku. Jejími zakladateli bylo čtyřicet pět osobností náboženského a kulturního života pod vedením evangelického kazatele a teologa Friedricha Rittelmeyera. 16. září toho roku je datován první obřad posvěcení člověka, mešní obřad Obce křesťanů. Jmenovaní dali podnět ke vzniku prvních sborů Obce křesťanů nejprve na území Německa. V roce 1925 začala Obec křesťanů působit ve Švýcarsku a v Československu a pak postupně v dalších evropských zemích. Po nástupu nacismu byla v Německu a jím obsazených oblastech zakázána a pronásledována, avšak po skončení války byla obnovena činnost většiny sborů a Obec křesťanů se začala šířit i do zámoří.
V Československu byla Obec křesťanů opět zakázána komunistickým režimem v roce 1951, avšak pracovala dál v podzemí. Po krátkém pokusu obnovit veřejnou práci v době pražského jara byla v roce 1971 zakázána potřetí. Od roku 1990 rozvinula svou činnost znovu veřejně na bázi občanského sdružení Obec křesťanů – hnutí za náboženskou obnovu. Od roku 2002, kdy to umožnil nový církevní zákon, je registrována jako ,církev a náboženská společnost`. V současné době pravidelně pracuje v Praze, Pardubicích, Brně, Olomouci a Příbrami, a její činnosti se účastní asi tisícovka lidí (přibližně tři sta jako přihlášení členové). Vydává rovněž čtvrtletník Okruh a střed.
Právní podoba Obce křesťanů v jednotlivých zemích se liší podle místně platných zákonů.

## Náboženský život
Obec křesťanů vychází z toho, že každý člověk má svůj osobní náboženský život, svou osobní duchovní praxi, a že církev má být především místem, kde se mohou nábožensky žijící lidé setkávat a společně prohlubovat své duchovní usilování. Páteří této činnosti jsou v Obci křesťanů náboženské obřady, které mají přibližovat božskou skutečnost věřícímu, podněcovat jeho náboženský život a tím posilovat jeho osobní úsilí o sebeproměnu a morální postoj v praktickém životě. Základním obřadem konaným v Obci křesťanů je Obřad posvěcení člověka, svou strukturou podobný katolické mši. Na základě pravidelného konání bohoslužeb se utváří místní náboženské společenství, sbor. Obřady se konají v národních jazycích, ale podle celosvětově jednotného ritu a tvoří tak hlavní pojítko mezi všemi sbory Obce křesťanů, nezávislé na místních odlišnostech nebo na rozdílech v názorech a postojích jednotlivých členů.
Obec křesťanů uznává sedm svátostí (křest, biřmování, zpověď, svaté přijímání, poslední pomazání, kněžské svěcení
a svátost manželství), jejichž chápání se však v některých bodech liší od většinového pojetí. Podle Obce křesťanů mají posilovat člověka ve specifických životních situacích, ovšem nepůsobí samy o sobě, nýbrž vyžadují účast vůle a vědomí člověka. Jak přijímání svátostí, tak účast na dalších obřadech (pohřeb, bohoslužba pro děti aj.) je
přenechána svobodnému rozhodnutí; Obec křesťanů v tomto ohledu
nestanovuje svým věřícím žádnou povinnost. Na náboženské obřady pohlíží jako na pomůcky v osobním přibližování člověka Bohu, ale nejsou jeho nutnou podmínkou.
Ze základního postoje náboženské otevřenosti, k němuž se Obec křesťanů hlásí, plyne, že přijetí svátosti nebo účast na činnosti sboru nečiní člověka členem Obce křesťanů, ale že k členství se musí věřící rozhodnout nezávisle. Z téhož postoje vyplývá, že Obec křesťanů nejen uznává křest vykonaný v jiných křesťanských církvích a společenstvích, ale že i rituálně pokřtěný a nepokřtěný člověk jsou si v Obci křesťanů rovni. Členství v Obci křesťanů se proto nevylučuje s členstvím v jiných náboženských organizacích a života Obce křesťanů se může účastnit každý bez ohledu na své přesvědčení, vyznání a církevní příslušnost.

## Učení
Obec křesťanů se podle svých slov snaží vést své věřící k duchovní samostatnosti, tedy k tomu, aby dokázali sami poznávat pravdu a podle ní pak utvářet své konání. Náboženské učení je bráno jako pomůcka k tomu, aby člověk dokázal lépe chápat své vlastní náboženské zážitky, aby si uvědomil svůj podíl na Božím duchu, aby se sám stal součástí Boží pravdy a Božího působení. Obec křesťanů proto nemá žádnou povinnou či pevně stanovenou věrouku ani věroučnou autoritu a platí v ní svoboda vyznání a učení.
Obec křesťanů se ve svém životě i učení odvolává na Ježíše Krista, jehož označuje za svého pána a vůdce na cestě k božskému Otci, a na působení svatého Ducha, který má otvírat každému člověku přístup k pravdě a dávat sílu k jejímu uskutečnění. Křesťanská svatá písma a dosavadní křesťanskou tradici bere jako podněty ke své práci, ale nečiní je dogmatem. Zdůrazňuje úsilí člověka o poznání duchovní skutečnosti a sebevýchovu. Sebe samu vidí jako jednu z možných cest člověka k Bohu, která se neuzavírá před jinými.
Významnou roli při vzniku Obce křesťanů hrála antroposofie Rudolfa Steinera, která podnítila teologii Obce křesťanů zejména úsilím o samostatné poznávání ducha a důrazem na sebevýchovu člověka. Obec křesťanů vznikla z velké části na půdě antroposofického hnutí a byla s ním vždy spjata; pro mnoho členů Obce křesťanů je proto antroposofie nejvýznamnějším světonázorovým pramenem. Není však věroukou Obce křesťanů, nýbrž vztah k ní se odvíjí od rozhodnutí jednotlivého člověka právě tak, jako vztah k jakémukoli jinému učení nebo názoru.

## Struktura
Základními jednotkami Obce křesťanů jsou místní sbory věřících, kteří se scházejí ke společnému slavení obřadů. Sbory jsou vázány společným ritem, ale jinak samostatně spravují své organizační a hospodářské záležitosti. Sbory logicky spjatých území (např. jednoho státu) se sdružují do oblastí, které zajišťují organizační úkoly většího rozsahu, vytvářejí právní struktury zastupující Obec křesťanů vůči státu a pod. Na celosvětové úrovni vytvářejí zástupci jednotlivých oblastí orgány, jejichž úkolem je koordinace práce Obce křesťanů po celém světě. Sbory se podle vzájemně dohodnutých pravidel podílejí na financování činnosti oblastí i světového celku. Těmto vyšším celkům ovšem podléhají jen ve správních a hospodářských záležitostech překračujících rámec
jednotlivého sboru.
Zatímco správní a hospodářská struktura Obce křesťanů je budována zdola, demokraticky, je kněžstvo Obce křesťanů organizováno shora, hierarchicky. Kněz v jednotlivém sboru je na své působiště vysílán kněžstvem; nad věřícími však nemá žádnou pravomoc na poli věrouky nebo vedení života, nýbrž jeho zvláštní pravomoc spočívá v celosvětově ujednoceném vykonávání náboženských obřadů. Jako kněz v jednotlivém sboru dbá na formu a kontinuitu liturgického života sboru, tak je za každou oblast odpovědný jeden duchovní správce a za světový celek Obce křesťanů vyšší správci v čele s nejvyšším správcem. Tato vnitřní hierarchie kněžstva se tak nevztahuje na věroučný či mravní dohled, nýbrž zajišťuje jednotu ritu a kontinuitu jeho vykonávání.

## Vztahy s jinými církvemi
Obec křesťanů je otevřena spolupráci s jinými křesťanskými církvemi a náboženskými společnostmi. Považuje se za pouhou součást jediné křesťanské Církve, do níž náleží i ostatní křesťanská společenství. Svým členům nezakazuje ani účast na náboženském životě jiných společenství, ani členství v nich, a uznává křest vykonaný v jiném společenství.
Obec křesťanů v České republice je členskou církví Ekumenické akademie Praha a České křesťanské environmentální sítě.

## Obec křesťanů v Česku

Věková struktura Obce křesťanů v České republice roku 2011

V českých zemích se příznivci antroposofie a Rudolfa Steinera sdružili kolem Božetěcha Pražáka, jenž se stal jednatelem spolku. Oficiálně byl však ustaven až za první světové války, když sám Pražák padl v boji. Za první republiky vznikly tři návazné spolky - Anthroposofická společnost v republice Československé (1925), Anthroposofická jednota (1935), Spolek přátel Obce křesťanů (1929). Po desetiletích v ilegalitě za komunistického režimu byla činnost obnovena až po roce 1990.
Církev je registrována jako Obec křesťanů v České republice.